# Hankate
Hankate of Hancate is een buurtschap in de gemeente Hellendoorn in de Nederlandse provincie Overijssel. Het ligt in het noorden van de gemeente aan het Overijssels Kanaal, dicht bij Rhaan en Egede.
Hoofdplaats: Nijverdal      Dorpen: Daarle · Daarlerveen · Haarle · Hellendoorn

Buurtschappen: Eelen · Egede · Hankate · Hexel · Hulsen · Marle · Noetsele · Overwater · Piksen · Rhaan · Schuilenburg

Overijssel · Steden en dorpen      Nederland · Provincies · Gemeenten